# 国鉄ED55形電気機関車
国鉄ED55形電気機関車（こくてついーでぃー55かたでんききかんしゃ）は、旧国鉄で計画されていた旅客列車用直流電気機関車で、蒸気機関車のC63や電車の187系、客車のマイテ30形などと同様、現車の完成には至らなかった未成車両となってしまい、幻の形式となった。
計画は1926年と1941年の2回立案されている。

## 1926年のED55形
中央東線電化の進展にあわせ、当時横須賀線旅客用として使用されていたイングリッシュ・エレクトリック（デッカー）製のED50形、ED51形、ED52形を貨物機に改造転用し（→ED17形）、その後任として投入が予定されていた。
形態はゼネラル・エレクトリック製のED14形に類似した車体と、デッカー製私鉄向電気機関車のようなデッキと一体化した板台枠台車を組み合わせたような構造で、軸配置1B+B1の68ｔ機となる予定であった。だが、1928年に標準型電気機関車の走りとなったEF52形の落成で雑形機となることが見込まれたこと、そして1930年の横須賀線電車化によって計画は中止されている。

## 1941年のED55形
当時5両が残っていた中央線用のED50形とED51形をED17形に改造するため、EF12形の上越線投入で余裕が生じたED16形の一部を歯車比を変更の上、転用するものであったが、太平洋戦争の勃発で貨物輸送が優先される状況となったことから、結局改造されることなく中央線に転属している。